# Sunshine Tour (Reitsport)
Die Sunshine Tour ist ein internationales Reitturnier in Dehesa Montenmedio, Vejer de la Frontera nahe Jerez de la Frontera, in Spanien. Es findet seit 1994 jährlich zwischen Februar und März statt und geht insgesamt fünf Wochen.
Vor mehr als zehn Jahren wurde die Tour erstmals an verschiedenen spanischen Turnierorten durchgeführt und lockte Reitsportler aus aller Welt an die spanische Atlantikküste. Inzwischen findet die Tour auf der Anlage des Reitsportzentrums Dehesa Montenmedio statt, das zu den größten Turnierarealen Europas mit elf wetterfesten Turnierplätzen, drei Dressurplätzen, einer Geländestrecke für die Vielseitigkeit gehört. Das Reitsportzentrum ist Teil einer großen Hotel- und Freizeitanlage.
An jedem Wochenende der Sunshine Tour sind internationale Prüfungen ausgeschrieben, in denen auch Weltranglistenpunkte vergeben werden. Der Höhepunkt ist der Invitational Grand Prix am Schlusswochenende.

## Kategorien
Junge Pferde
In diesen Prüfungen sind jeweils 5-, 6- und 7-jährige Pferde startberechtigt, die nicht in anderen Prüfungen des Turniers gestartet werden. Es sind drei Pferde pro Altersklasse zugelassen, d. h. max. neun Pferde pro Reiter.
Kleine Tour
Diese Tour wird auch als „Owner Classes“ bezeichnet und besteht aus jeweils vier Prüfungen (1,10 m, 1,20 m, 1,30 m und 1,40 m). In dieser Tour sind nur Reiter startberechtigt, die an dem jeweiligen Wochenende nicht in der Großen Tour starten. In der Kleinen Tour können max. 4 Pferde pro Reiter starten, max. 1 Pferd pro Prüfung. Im Großen Preis der Kleinen Tour ist ebenfalls ein Pferd pro Reiter startberechtigt.
Große Tour
Diese Tour umfasst jeweils vier Prüfungen (1,35 m – 1,50 m) an 3 Tagen der einzelnen Wochenenden. Hier sind nur Reiter startberechtigt, die nicht in der Kleinen Tour starten. In jeder Prüfung der Großen Tour ist ein Pferd pro Reiter zugelassen. Es dürfen für die Große Tour maximal vier Pferde pro Reiter gestartet werden, in jeder Prüfung pro Reiter ein Pferd.
Ladies Tour
Am Sonntag der letzten drei Turnierwochen ist eine „Ladies-Tour“ (1,25 – 1,30 m) ausgeschrieben. Diese Prüfungen können ohne zusätzliche Kosten genannt werden.

## Ergebnisse

### Invitational Grand Prix
Der Invitational Grand Prix (Einladungs-Großer Preis) findet am Schlusswochenende der Sunshine Tour statt und ist der Höhepunkt der Turnierserie. Er war im Jahr 2019 mit etwa 146.000 Euro dotiert.
Sieger:
- 2007:  Henk van de Pol mit Rhodos
- 2008:  Beat Mändli mit Ideo du Thot
- 2009:  Guy Williams mit Torinto van de Middel
- 2010:  Michel Robert mit Kellemoi de Pepita
- 2011:  Patrick Nisbett mit Cantaro
- 2012:  Steve Guerdat mit Nino des Buissonnets
- 2013:  Matthew Sampson mit Kavanagh IV
- 2014:  William Whitaker mit Fandango
- 2015:  Guy Williams mit Basic
- 2016:  Robert Whitaker mit Catwalk IV
- 2017:  Guy Williams mit Depardieu van't Kiezelhof
- 2018:  Trevor Breen mit Bombay
- 2019:  Peter Moloney mit Ornellaia
- 2020: Die letzte Woche der Sunshine Tour wurde vorsorglich aufgrund der COVID-19-Pandemie abgesagt
- 2021: Die Sunshine Tour wurde während der 4. Turnierwoche aufgrund des Ausbruchs einer Mutation des Equinen Herpesvirus 1 (EHV-1) bei einem Turnier in Valencia abgebrochen. Sieger des Großen Preises der 3. Woche (CSI 4*):  Michael G. Duffy mit Lapuccino

### Grand Prix Kür
Ebenfalls als Abschlussprüfung war bis 2012 ein Invitational Grand Prix Freestyle (Einladungs-Grand Prix Kür) ausgeschrieben. Das Preisgeld für diese Dressurprüfung betrug im Jahr 2012 12.000 €. Im Jahr 2013 wurde der Aufbau der Turnierserie umgestellt, die Dressurreiter hatten zwei eigene Turnierwochen vor den Turnieren der Springreiter. Die Grand Prix Kür der zweiten Woche war mit 3000 € dotiert. Seit dem Jahr 2014 werden keine Dressurprüfungen mehr durchgeführt.
Sieger:
- 2007:  Miguel Ralão Duarte mit Oxalis da Meia Lua (73,200 %)
- 2008:  Juan Matute Azpitarte mit Wie Atlantico de Ymas (74,000 %)
- 2009:  Jordi Domingo Coll mit Prestige (75,000 %)
- 2010:  Juan Manuel Muñoz Diaz mit Fuego
- 2011:  Mafalda Galiza Mendes mit D’Artagnan (71,250 %)
- 2012:  Gonçalo Carvalho mit Rubi (77,650 %)
- 2013:  José Daniel Martin Dockx mit Grandioso (75,200 %)